# Crims al Bàltic: Amor de mare

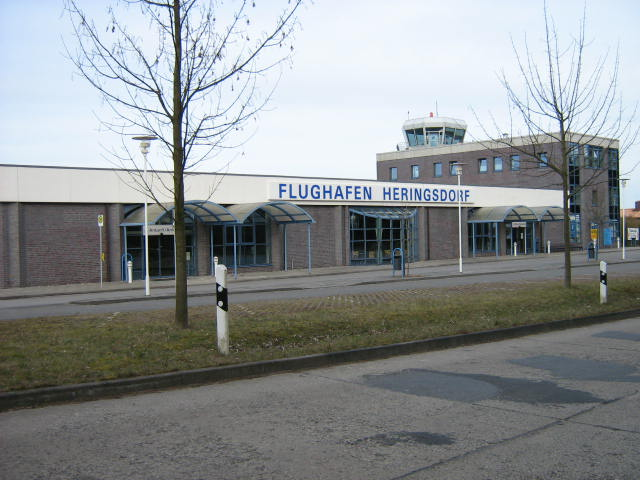
Algunes escenes es van rodar a Zirchow

Crims al Bàltic: Amor de mare (títol original en alemany, Der Usedom-Krimi: Mutterliebe) és el vuitè telefilm de la sèrie de pel·lícules de ficció criminal Crims al Bàltic. L'episodi es va emetre per primera vegada al canal Das Erste el 21 de febrer de 2019. La primera emissió va ser vista per 4,34 milions d'espectadors a Alemanya. S'ha doblat al català central per a TV3, que va estrenar-la el 10 de desembre de 2023.
Es va rodar del 13 de febrer al 14 de març de 2018 a l'illa d'Usedom (Bansin), al mar Bàltic, a Świnoujście i a Berlín.

## Sinopsi
El sergent Holm Brendel sol·licita a l'exfiscal Karin Lossow que visiti el seu antic amor, Martina Gentsch, que es troba en presó preventiva a Polònia des de fa dos anys, acusada de matar la seva amant sota l'afirmació de legítima defensa. Tot i que se li imputa homicidi, la Martina sosté que el comissari polonès Gadocha, encarregat de la investigació, ha amagat proves crucials. Tot i que l'exfiscal mostra escepticisme, Brendel defensa amb fermesa la innocència de la Martina. Quan l'advocat informa sobre un gir important en cas que podria portar a la llibertat de la Martina, l'esperança sembla propera. Tot i això, poc després, l'advocat mor en un sospitós accident de carretera. La comissària Norgaard s'encarrega d'investigar aquest nou desenvolupament.